# Ipheion uniflorum
Ipheion uniflorum es una especie de planta con flores, relacionada con las cebollas, por lo que se ubica en la subfamilia allium (Allioideae) de Amaryllidaceae. Se le conoce con el nombre común de estrella de primavera o flor de estrella de primavera. Junto con todas las especies del género Ipheion, algunas fuentes lo ubican en el género Tristagma, pero una investigación publicada en 2010 sugirió que esto no es correcto. Es originaria de Argentina y Uruguay, pero se cultiva ampliamente como ornamental y, según se informa, está naturalizada en Gran Bretaña, Francia, Australia, Nueva Zelanda y Estados Unidos.

## Descripción
Se trata de una pequeña planta herbácea perenne que crece a partir de un bulbo y produce hojas acintadas, brillantes, verdes, sin pelo, parecidas a la hierba, de hasta 30 cm de largo. El follaje despide un olor a cebolla cuando se tritura. El tallo crece hasta 20 cm de altura y produce una vistosa flor solitaria en primavera (de ahí el nombre latino uniflorum - "flor única"). Cada flor en forma de estrella, con aroma a miel, tiene seis lóbulos puntiagudos de hasta 3 centímetros de largo en tonos que van desde un azul violáceo muy pálido hasta un azul violáceo intenso, con una línea oscura en el centro de cada uno de los tépalos. El fruto es una cápsula que contiene numerosas semillas.

## Cultivo
Ipheion uniflorum se cultiva en el Reino Unido desde 1820, cuando llegaron al país bulbos recolectados cerca de Buenos Aires. Se recomienda para crecer en un lugar exterior con buen drenaje o como planta de maceta de floración larga en un invernadero sin calefacción. Se cultivan varias formas con nombre, algunas de las cuales pueden ser híbridos; 'Wisley Blue' es un azul lila claro; 'Froyle Mill' es un azul violeta más intenso; 'Álbum' es blanco. El cultivar 'Alberto Castillo', también blanco, tiene flores más grandes y fue recolectado en la década de 1980 por Alberto Castillo, propietario del Jardín Botánico de Ezeiza, en un jardín abandonado de Buenos Aires. En los EE. UU. se afirma que la especie es resistente a la Zona 5 del USDA y se recomienda su concentración en bordes, jardines alpinos y otras áreas, o se puede naturalizar en el césped.
Los siguientes cultivares han ganado el Premio al Mérito del Jardín de la Royal Horticultural Society:
- ’Alberto Castillo’[11]
- 'Froyle Mill'[12]
- 'Rolf Fiedler'[13]
- 'Wisley Blue'[14]